# Ichneumon ligatorius
Ichneumon ligatorius är en stekelart som beskrevs av Carl Peter Thunberg 1822. Ichneumon ligatorius ingår i släktet Ichneumon och familjen brokparasitsteklar. Arten är reproducerande i Sverige. Inga underarter finns listade i Catalogue of Life.